# Awitochol
Awitochol ist der legendäre erste protobulgarische Herrscher. Sein Name erscheint nur in einem einzigen historischen Dokument, der Bulgarischen Fürstenliste, der zufolge er 300 Jahre lang regierte. Sein Regierungsbeginn hätte, wenn diese fiktive Angabe zurückgerechnet wird, im mittleren 2. Jahrhundert n. Chr. gelegen, wobei es verschiedene Rekonstruktionen der genauen Jahreszahl gibt.
Ob diese Überlieferung einen tatsächlichen historischen Kern hat, ist völlig unklar. Josef Marquart schlug vor, dass der Name Awitochol auf den Namen des Hunnenkönigs Attila zurückgehen könnte. Der zweite legendäre König der Bulgarischen Fürstenliste, Irnik, wird häufig mit Attilas Nachfolger Ernak gleichgesetzt. Marquardts Vermutung, der Eintrag Awitochols basiere auf Erinnerungen an Attila, wird heute in der Forschung überwiegend anerkannt.
Eine Landspitze der Livingston-Insel in der Westantarktika, der Avitohol Point, wurde 2005 durch die Kommission für Antarktische Geographische Namen des Staates Bulgarien nach dem legendären Herrscher benannt. Der Supercomputer der Bulgarischen Akademie der Wissenschaften trägt ebenfalls seinen Namen.